# Protathlitis cinctorrensis
Protathlitis cinctorrensis (que significa "campeón") es la única especie conocida del género extinto Protathlitis, un dinosaurio terópodo espinosáurido que vivió a principios del período Cretácico, entre 125 y 130 millones de años, durante el Barremiense en lo que hoy es Europa. Sus restos fueron encontrados en la Formación Arcillas de Morella, en la provincia de Castellón, España. Es conocido a partir de un esqueleto parcial. Se trata de un barioniquino basal. Su descubrimiento, así como el de su pariente lejano de la misma zona y época, pero relacionado más con Spinosaurus que con Baryonyx, Vallibonavenatrix, muestra que la península ibérica albergó un conjunto diverso de espinosáuridos durante el Cretácico Inferior.

## Descubrimiento y denominación
Los restos del holotipo, el fragmento maxilar 8ANA-109 y las vértebras caudales 3ANA83, 4ANA43, 4ANA69, 4ANA76 y 5ANA78, fueron recuperados del yacimiento ANA de la Formación Arcillas de Morella, que fue encontrada en 1998 y estuvo sin investigar hasta el año 2002. Los restos fueron descritos como un nuevo género y especie de espinosáurido en 2023, Protathlitis cinctorrensis.
El nombre del género, Protathlitis, proviene del griego, cuya traducción al español significa "campeón", esto se debe a que el nombre del dinosaurio está dedicado a la UEFA Europa League 2020-2021 ganada por el Villareal CF, que se encuentra en la misma provincia donde fueron hallados los restos, y también se debe al centenario del club en 2023. El nombre específico, P. cinctorrensis, honra a Cinctorres, localidad donde se descubrieron los restos. Protathlitis habitó en lo que ahora es la Formación Arcillas de Morella, cuyos restos son del Barremiense del período Cretácico Inferior, hace entre 130 y 125 millones de años. Coexistió en este entorno con otros dinosaurios, incluidos los ornitisquios Iguanodon  bernissartensis y Morelladon beltrani, un saurópodo indeterminado, y Vallibonavenatrix, un pariente lejano de Protathlitis.
En 2024, Montealegre, Castillo-Visa & Sellés asignaron tentativamente al espécimen IPS919, un diente casi completo que incluye una raíz dental proveniente de la Formación Arcillas de Morella, a cf. Protathlitis.

## Filogenia
Santos-Cubedo et al. en 2023 realizaron un análisis filogenético , ubicando a Protathlitis como el miembro más basal de Baryonychinae. Sus resultados se muestran en el siguiente cladograma.

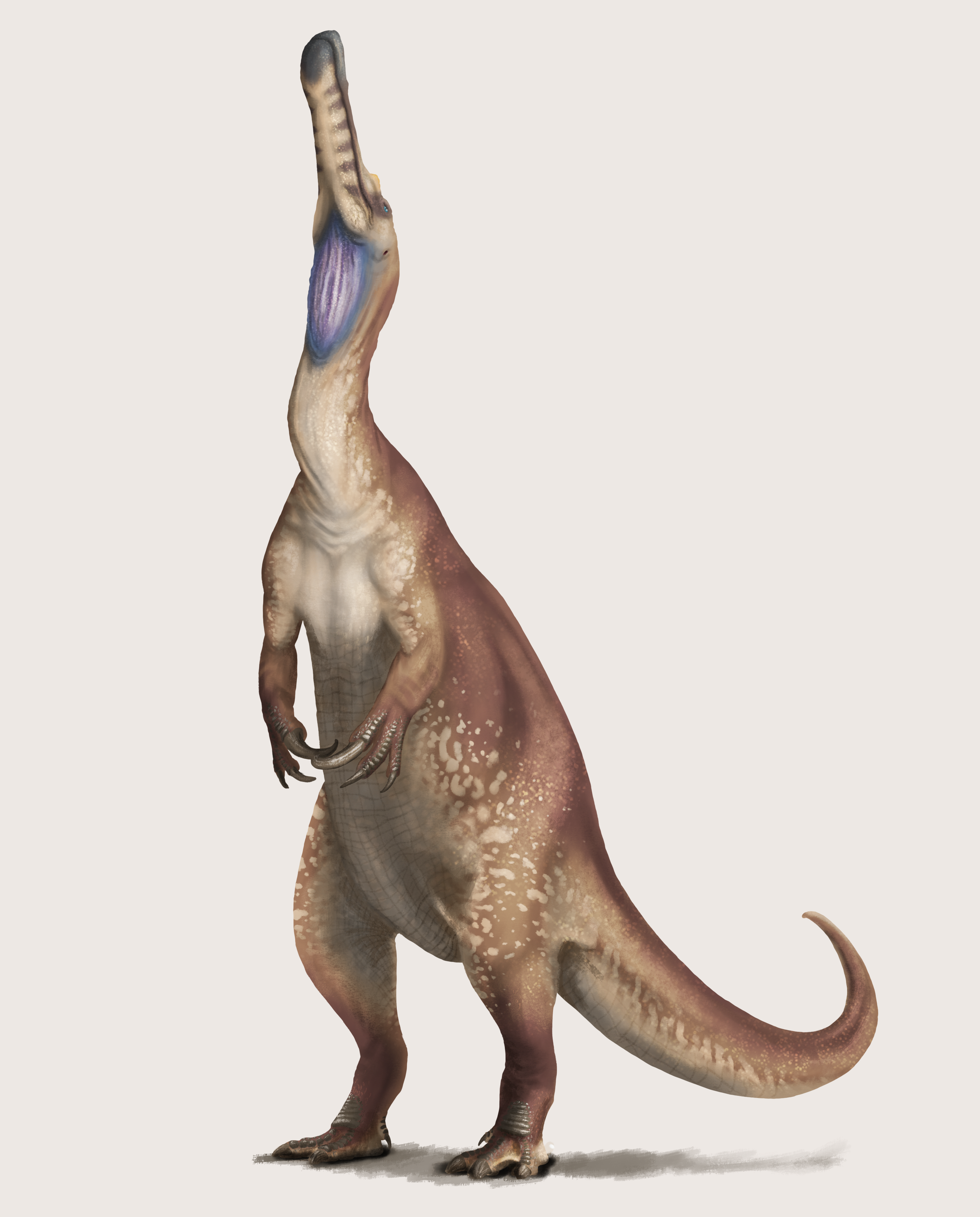
Recreación artística.

|  | Baryonyx                                                     |
|  |                                                              |
|  | \| \| Ceratosuchops \| \| \| \| \| \| Suchomimus \| \| \| \| |
|  |                                                              |
|  | Ceratosuchops                                                |
|  |                                                              |
|  | Suchomimus                                                   |
|  |                                                              |

|  | Ceratosuchops |
|  |               |
|  | Suchomimus    |
|  |               |

|  | Baryonyx                                                     |
|  |                                                              |
|  | \| \| Ceratosuchops \| \| \| \| \| \| Suchomimus \| \| \| \| |
|  |                                                              |
|  | Ceratosuchops                                                |
|  |                                                              |
|  | Suchomimus                                                   |
|  |                                                              |

|  | Ceratosuchops |
|  |               |
|  | Suchomimus    |
|  |               |

|  | Vallibonavenatrix                                         |
|  |                                                           |
|  | \| \| Spinosaurus \| \| \| \| \| \| Irritator \| \| \| \| |
|  |                                                           |
|  | Spinosaurus                                               |
|  |                                                           |
|  | Irritator                                                 |
|  |                                                           |

|  | Spinosaurus |
|  |             |
|  | Irritator   |
|  |             |

|  | Vallibonavenatrix                                         |
|  |                                                           |
|  | \| \| Spinosaurus \| \| \| \| \| \| Irritator \| \| \| \| |
|  |                                                           |
|  | Spinosaurus                                               |
|  |                                                           |
|  | Irritator                                                 |
|  |                                                           |

|  | Spinosaurus |
|  |             |
|  | Irritator   |
|  |             |

|  | Baryonyx                                                     |
|  |                                                              |
|  | \| \| Ceratosuchops \| \| \| \| \| \| Suchomimus \| \| \| \| |
|  |                                                              |
|  | Ceratosuchops                                                |
|  |                                                              |
|  | Suchomimus                                                   |
|  |                                                              |

|  | Ceratosuchops |
|  |               |
|  | Suchomimus    |
|  |               |

|  | Baryonyx                                                     |
|  |                                                              |
|  | \| \| Ceratosuchops \| \| \| \| \| \| Suchomimus \| \| \| \| |
|  |                                                              |
|  | Ceratosuchops                                                |
|  |                                                              |
|  | Suchomimus                                                   |
|  |                                                              |

|  | Ceratosuchops |
|  |               |
|  | Suchomimus    |
|  |               |

|  | Vallibonavenatrix                                         |
|  |                                                           |
|  | \| \| Spinosaurus \| \| \| \| \| \| Irritator \| \| \| \| |
|  |                                                           |
|  | Spinosaurus                                               |
|  |                                                           |
|  | Irritator                                                 |
|  |                                                           |

|  | Spinosaurus |
|  |             |
|  | Irritator   |
|  |             |

|  | Vallibonavenatrix                                         |
|  |                                                           |
|  | \| \| Spinosaurus \| \| \| \| \| \| Irritator \| \| \| \| |
|  |                                                           |
|  | Spinosaurus                                               |
|  |                                                           |
|  | Irritator                                                 |
|  |                                                           |

|  | Spinosaurus |
|  |             |
|  | Irritator   |
|  |             |

|  | Baryonyx                                                     |
|  |                                                              |
|  | \| \| Ceratosuchops \| \| \| \| \| \| Suchomimus \| \| \| \| |
|  |                                                              |
|  | Ceratosuchops                                                |
|  |                                                              |
|  | Suchomimus                                                   |
|  |                                                              |

|  | Ceratosuchops |
|  |               |
|  | Suchomimus    |
|  |               |

|  | Baryonyx                                                     |
|  |                                                              |
|  | \| \| Ceratosuchops \| \| \| \| \| \| Suchomimus \| \| \| \| |
|  |                                                              |
|  | Ceratosuchops                                                |
|  |                                                              |
|  | Suchomimus                                                   |
|  |                                                              |

|  | Ceratosuchops |
|  |               |
|  | Suchomimus    |
|  |               |

|  | Vallibonavenatrix                                         |
|  |                                                           |
|  | \| \| Spinosaurus \| \| \| \| \| \| Irritator \| \| \| \| |
|  |                                                           |
|  | Spinosaurus                                               |
|  |                                                           |
|  | Irritator                                                 |
|  |                                                           |

|  | Spinosaurus |
|  |             |
|  | Irritator   |
|  |             |

|  | Vallibonavenatrix                                         |
|  |                                                           |
|  | \| \| Spinosaurus \| \| \| \| \| \| Irritator \| \| \| \| |
|  |                                                           |
|  | Spinosaurus                                               |
|  |                                                           |
|  | Irritator                                                 |
|  |                                                           |

|  | Spinosaurus |
|  |             |
|  | Irritator   |
|  |             |

|  | Baryonyx                                                     |
|  |                                                              |
|  | \| \| Ceratosuchops \| \| \| \| \| \| Suchomimus \| \| \| \| |
|  |                                                              |
|  | Ceratosuchops                                                |
|  |                                                              |
|  | Suchomimus                                                   |
|  |                                                              |

|  | Ceratosuchops |
|  |               |
|  | Suchomimus    |
|  |               |

|  | Baryonyx                                                     |
|  |                                                              |
|  | \| \| Ceratosuchops \| \| \| \| \| \| Suchomimus \| \| \| \| |
|  |                                                              |
|  | Ceratosuchops                                                |
|  |                                                              |
|  | Suchomimus                                                   |
|  |                                                              |

|  | Ceratosuchops |
|  |               |
|  | Suchomimus    |
|  |               |

|  | Vallibonavenatrix                                         |
|  |                                                           |
|  | \| \| Spinosaurus \| \| \| \| \| \| Irritator \| \| \| \| |
|  |                                                           |
|  | Spinosaurus                                               |
|  |                                                           |
|  | Irritator                                                 |
|  |                                                           |

|  | Spinosaurus |
|  |             |
|  | Irritator   |
|  |             |

|  | Vallibonavenatrix                                         |
|  |                                                           |
|  | \| \| Spinosaurus \| \| \| \| \| \| Irritator \| \| \| \| |
|  |                                                           |
|  | Spinosaurus                                               |
|  |                                                           |
|  | Irritator                                                 |
|  |                                                           |

|  | Spinosaurus |
|  |             |
|  | Irritator   |
|  |             |